# Neustadt (Stadtbezirk)
Der Stadtbezirk Neustadt ist ein Stadtbezirk im Zentrum der sächsischen Landeshauptstadt Dresden. Mit Wirkung vom 13. September 2018, dem Tag der öffentlichen Bekanntmachung der entsprechenden Hauptsatzungsänderung, ersetzte die Bezeichnung Stadtbezirk die ursprüngliche Bezeichnung Ortsamtsbereich. Entsprechend wurden aus Ortsbeirat, Ortsamt und Ortsamtsleiter die neuen Bezeichnungen Stadtbezirksbeirat, Stadtbezirksamt und Stadtbezirksamtsleiter.

## Gliederung
Der Stadtbezirk gliedert sich in folgende Stadtteile:
- Innere Neustadt mit historischen Bauten, welche anstelle von Altendresden gegründet wurde
- Äußere Neustadt, ein bekanntes Szene- und Gründerzeitviertel
- Leipziger Vorstadt mit dem Hechtviertel
- Radeberger Vorstadt mit dem Waldschlösschenviertel und dem Preußischen Viertel
- Albertstadt

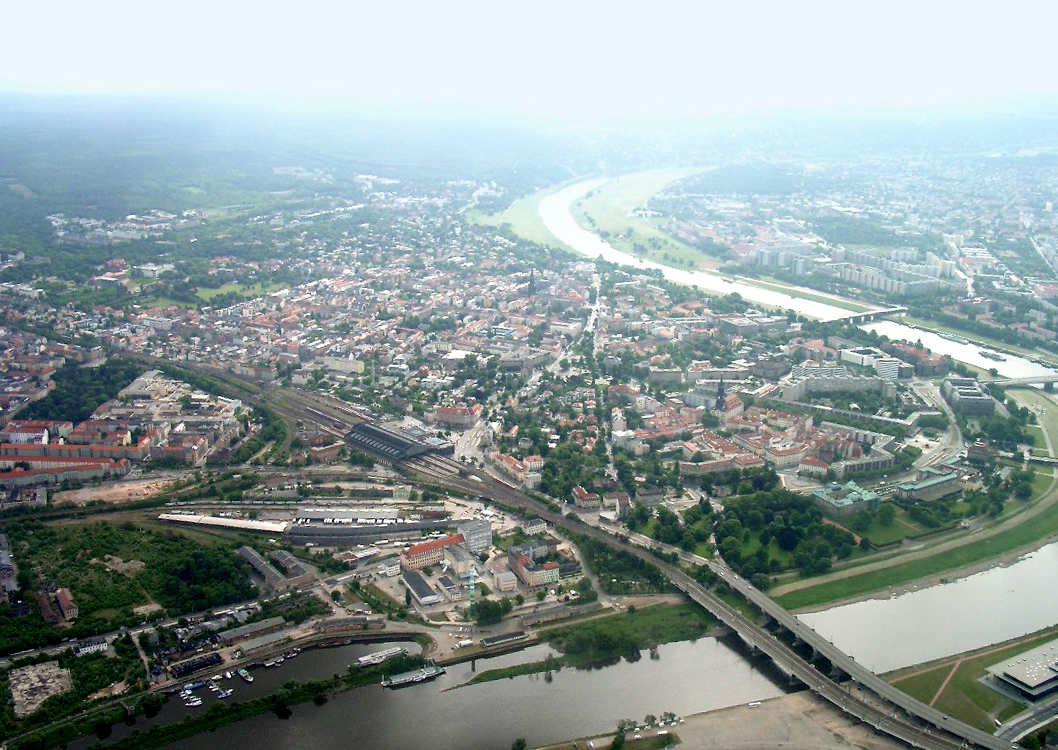
Blick über den Stadtbezirk (links der Elbe) mit der zum Bahnhof Dresden-Neustadt führenden Marienbrücke im Vordergrund und der Dresdner Heide im Hintergrund

Diese Art der Gliederung besteht seit 1991. Zuvor war der Stadtbezirk Teil der Stadtbezirke Dresden-Mitte (Innere Neustadt) bzw. Dresden-Nord (Äußere Neustadt, Leipziger und Radeberger Vorstadt, Albertstadt).
Der Stadtbezirk Neustadt ist in seiner Ausdehnung weitgehend mit der Gemarkung Neustadt identisch, umfasst aber zusätzlich noch Teile der Gemarkungen Loschwitz (Bereich des Wasserwerks Saloppe), Hellerberge (Hellersiedlung) und Klotzsche.
Im engeren Sinne versteht man unter Dresden-Neustadt auch das zusammengefasste Gebiet der Stadtteile Innere und Äußere Neustadt, im ursprünglich historischen Sinn jedoch nur die heutige Innere Neustadt.
Antonstadt ist der alte Name für die sich ursprünglich außerhalb der Stadtmauern befindliche Äußere Neustadt und wird heute noch häufig in amtlichen Dokumenten bei deren Nennung als Klammerzusatz mitangegeben.

## Politik
Bis 2019 richtete sich die Sitzverteilung im Stadtbezirksbeirat nach der Stimmverteilung bei der Stadtratswahl im Stadtbezirk. Seit 2019 wird gleichzeitig mit der Wahl zum Stadtrat eine Wahl zum Stadtbezirksbeirat abgehalten.
| Stadtbezirksbeiratswahl Neustadt 2024Wahlbeteiligung: 77,0 % 3020100 29,1 %14,7 %13,4 %9,3 %7,8 %7,7 %6,0 %4,1 %3,2 %2,4 %1,1 %1,2 % GrüneLinkeSPDCDUPiratenAfDTZ/BS24gPARTEIDissDDFDPFWSonst.Anmerkungen:g Team Zastrow/Bündnis Sachsen 24 | Sitzverteilung im Stadtbezirksbeirat Neustadt seit 2024Insgesamt 19 Sitze - Linke: 3 - PARTEI: 1 - Grüne: 6 - Piraten: 1 - DissDD: 1 - SPD: 3 - CDU: 2 - TZ/BS24: 1 - AfD: 1 |

### Sitzverteilung seit 2004
| Jahr | Grüne | Linke | SPD | CDU | AfD | FDP | Die PARTEI | Piraten | Sonstige              | Gesamt |
| ---- | ----- | ----- | --- | --- | --- | --- | ---------- | ------- | --------------------- | ------ |
| 2004 | 5     | 3     | 2   | 3   | –   | 1   | –          | –       | BüLi: 1               | 15     |
| 2009 | 5     | 2     | 2   | 3   | –   | 1   | –          | –       | FBD, BüBü: je 1       | 15     |
| 2014 | 6     | 4     | 2   | 2   | 1   | 1   | –          | 1       | –                     | 17     |
| 2019 | 7     | 5     | 2   | 1   | 1   | 1   | 1          | 1       | –                     | 19     |
| 2024 | 6     | 3     | 3   | 2   | 1   | –   | 1          | 1       | DissDD, TZ/BS24: je 1 | 19     |

### Wahlen
Bei den Stadtratswahlen bildet der Stadtbezirk Neustadt einen Wahlkreis:
- Wahlkreis 2 – Albertstadt, Äußere Neustadt, Innere Neustadt, Leipziger Vorstadt, Radeberger Vorstadt

## Entwicklung der Einwohnerzahl
| Jahr | Einwohner |
| ---- | --------- |
| 1990 | 35.104    |
| 1992 | 34.974    |
| 1994 | 33.054    |
| 1996 | 31.210    |
| 1998 | 30.440    |
| 2000 | 32.719    |
| 2001 | 33.640    |
| 2002 | 34.826    |
| 2003 | 36.098    |
| 2004 | 36.661    |

| Jahr | Einwohner |
| ---- | --------- |
| 2005 | 38.057    |
| 2006 | 40.127    |
| 2007 | 41.199    |
| 2008 | 42.097    |
| 2009 | 43.240    |
| 2010 | 44.799    |
| 2011 | 46.243    |
| 2012 | 47.621    |
| 2013 | 48.271    |
| 2014 | 48.763    |

| Jahr | Einwohner |
| ---- | --------- |
| 2015 | 49.739    |
| 2016 | 50.365    |
| 2017 | 50.871    |
| 2018 | 51.019    |

## Stadtbezirksamt

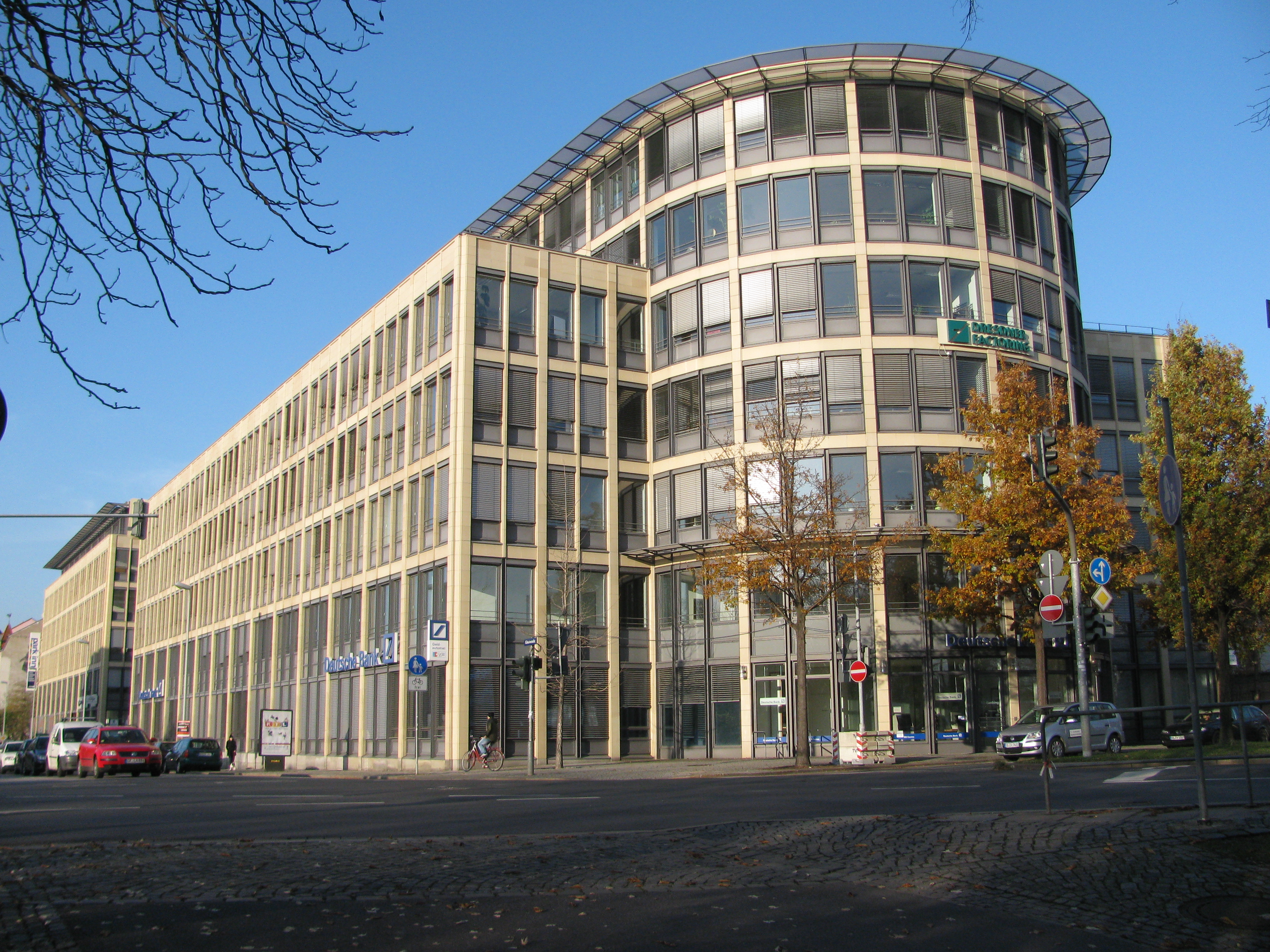
Atrium am Rosengarten, Sitz des Stadtbezirksamts

Das Stadtbezirksamt Neustadt hat seinen Sitz im „Atrium am Rosengarten“, das am Rosa-Luxemburg-Platz, dem Neustädter Brückenkopf der Albertbrücke, im spitzen Winkel zwischen Glacis- und Hoyerswerdaer Straße steht.